# シュヴァーナウ城
シュヴァーナウ城（-じょう、独: Schloss Schwanau）は、スイスのシュヴィーツ州のラウエルツ湖中にある城。

## 歴史
シュヴァーナウ城は、ラウエルツ湖に浮かぶシュヴァーナウ島に建てられた城で、現在は城跡のみが残る。城に関する歴史的文書はほとんど残っていない。
城は周辺を支配していたレンツブルク家が所有していた。しかし同家が1172年から1173年にかけて滅亡すると、キーブルク家がホーエンシュタウフェン家やツェーリンゲン家とともにレンツブルク家の旧領を分割して、シュヴァーナウ城の支配権を握った。12世紀の終わり頃から13世紀前半にかけて城の本丸や居住区の円形城壁などが築かれたと考えられる。
キーブルク家は、1250年頃に男系の子孫が絶え、ハプスブルク家に推された傍系のハルトマン5世と、その娘とハプスブルク家のエーバーハルト1世との間に生まれたハルトマン1世によって再興され、ハルトマン1世はキーブルクを名乗って新キーブルク家となった。その間、シュヴァーナウ城の支配権は、キーブルク家から自然とハプスブルク家に移ったものと考えられる。城では13世紀中頃に火災が起こり、それによって廃城となったと考えられるが、兵火にかかったかどうかは明らかではない。ハプスブルク家の下でも、城が再建されることはなかった。
1684年に、城のあるシュヴァーナウ島に礼拝堂が建てられた。島に居住していた隠者のヨーハン・リンダー（Johann Linder）が建てたもので、ザンクト・ヨーハン礼拝堂（Kapelle St. Johann）と呼ばれた。この礼拝堂は1806年のゴールダウ地滑りによって壊滅するが、その後地元のシュヴィーツ州や知事ルートヴィク・アウフ・デア・マウアーとその子孫によって再建され、城跡も保存された。

## 現況
城跡とシュヴァーナウ島は、1967年までアウフ・デア・マウアー家の所有であったが、その年にシュヴィーツ州が買い取った。
2009年にシュヴァーナウ島は州政府によって観光地として整備され、現在は城跡と礼拝堂の他にレストランがある。